# Burni Gohlembu
Burni Gohlembu är ett berg i Indonesien.   Det ligger i provinsen Aceh, i den västra delen av landet, 1 600 km nordväst om huvudstaden Jakarta. Toppen på Burni Gohlembu är 1 255 meter över havet, eller 55 meter över den omgivande terrängen. Bredden vid basen är 0,29 km.
Terrängen runt Burni Gohlembu är kuperad österut, men västerut är den bergig. Trakten runt Burni Gohlembu är nära nog obefolkad, med mindre än två invånare per kvadratkilometer. I omgivningarna runt Burni Gohlembu växer i huvudsak städsegrön lövskog.